# Leptocerus
Leptocerus är ett släkte av nattsländor. Leptocerus ingår i familjen långhornssländor.

## Bildgalleri

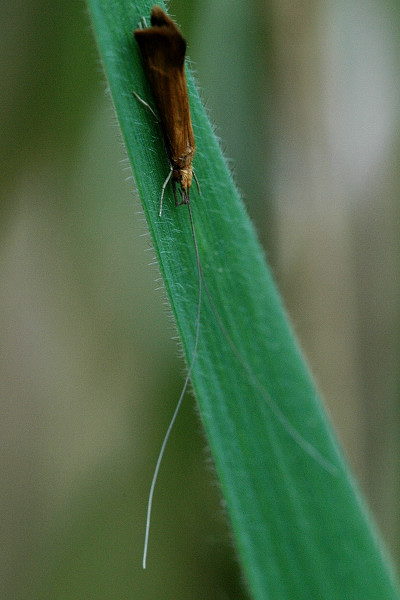
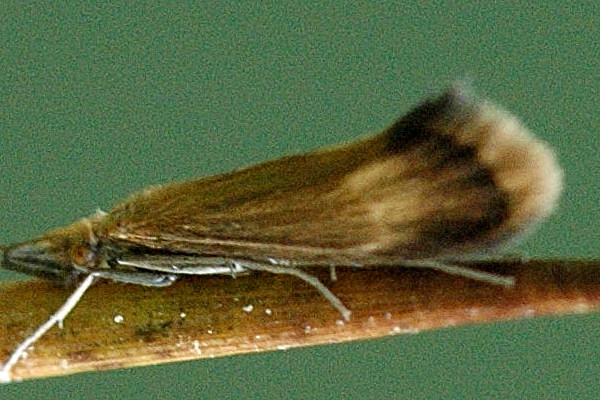
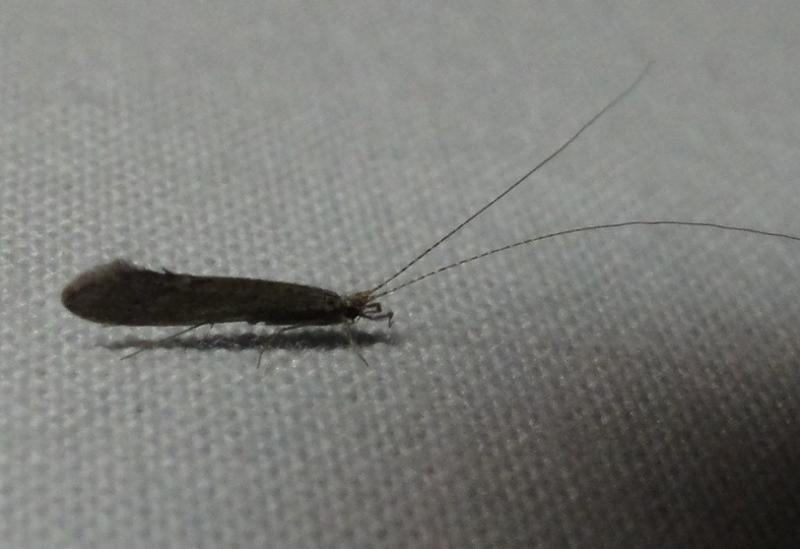

## Dottertaxa tillLeptocerus, i alfabetisk ordning[1][2]
- Leptocerus agamemnon
- Leptocerus agaue
- Leptocerus agunachila
- Leptocerus akhunta
- Leptocerus allaeri
- Leptocerus americanus
- Leptocerus amoenus
- Leptocerus amphioxus
- Leptocerus anakus
- Leptocerus anchises
- Leptocerus ankuchagraha
- Leptocerus anuradha
- Leptocerus aprachasta
- Leptocerus argentoniger
- Leptocerus assimulans
- Leptocerus atidvaya
- Leptocerus atiraskrita
- Leptocerus atsou
- Leptocerus atyudatta
- Leptocerus australis
- Leptocerus bahuchaka
- Leptocerus bangsaenensis
- Leptocerus bheriensis
- Leptocerus bifascipennis
- Leptocerus bimaculatus
- Leptocerus bitaenianus
- Leptocerus biwae
- Leptocerus bosei
- Leptocerus burmanus
- Leptocerus canaliculatus
- Leptocerus cauliculus
- Leptocerus chaktika
- Leptocerus charopantaja
- Leptocerus chatadalaja
- Leptocerus cheesmanae
- Leptocerus cherrensis
- Leptocerus chiangmaiensis
- Leptocerus chyamavadata
- Leptocerus ciconiae
- Leptocerus circumflexus
- Leptocerus cirritus
- Leptocerus clavatus
- Leptocerus clinatus
- Leptocerus colophallus
- Leptocerus coulibalyi
- Leptocerus datrayukta
- Leptocerus debilis
- Leptocerus dejouxi
- Leptocerus dicopennis
- Leptocerus didymatus
- Leptocerus diehli
- Leptocerus dirghachuka
- Leptocerus foederatus
- Leptocerus funasiensis
- Leptocerus gracilis
- Leptocerus hamatus
- Leptocerus inflatus
- Leptocerus interruptus
- Leptocerus inthanonensis
- Leptocerus intricatus
- Leptocerus katakoroensis
- Leptocerus kchapavarna
- Leptocerus kritamukha
- Leptocerus lampunensis
- Leptocerus lanzenbergeri
- Leptocerus lauzannei
- Leptocerus longicornis
- Leptocerus lusitanicus
- Leptocerus madhyamika
- Leptocerus mahadbhuta
- Leptocerus mahasena
- Leptocerus mahawansa
- Leptocerus manichyana
- Leptocerus maroccanus
- Leptocerus masik
- Leptocerus mechakita
- Leptocerus mechavrichana
- Leptocerus merangirensis
- Leptocerus moselyi
- Leptocerus mubalei
- Leptocerus neavei
- Leptocerus ophiophagi
- Leptocerus ousta
- Leptocerus parakum
- Leptocerus pekingensis
- Leptocerus posticoides
- Leptocerus posticus
- Leptocerus prithudhara
- Leptocerus promkutkaewi
- Leptocerus quilleverei
- Leptocerus rectus
- Leptocerus sadbhuta
- Leptocerus sakantaka
- Leptocerus samchita
- Leptocerus samnata
- Leptocerus sarchtika
- Leptocerus sechani
- Leptocerus senarius
- Leptocerus sibuyanus
- Leptocerus similis
- Leptocerus sinuosus
- Leptocerus souta
- Leptocerus speciosus
- Leptocerus stephanei
- Leptocerus sudhara
- Leptocerus sukhabaddha
- Leptocerus suthepensis
- Leptocerus sylvaticus
- Leptocerus taianae
- Leptocerus tayaledra
- Leptocerus telimelensis
- Leptocerus tineiformis
- Leptocerus tungyawensis
- Leptocerus tursiops
- Leptocerus ukchatara
- Leptocerus ultimus
- Leptocerus vakrita
- Leptocerus valvatus
- Leptocerus wangtakraiensis
- Leptocerus wanleelagi